# ألفرد نيلسون
ألفرد نيلسون (بالإنجليزية: Alfred Nelson)‏ (18 أغسطس 1992 بغانا - ) هو لاعب كرة قدم غاني في مركز الظهير. شارك مع منتخب غانا لكرة القدم. أما مع النوادي، فقد لعب مع نادي نيون وليبرتي بروفشنالز ‏.

## وصلات خارجية
- ألفرد نيلسون على موقع قاعدة بيانات كرة القدم.إي يو (الإنجليزية)